# 神田直輝
神田 直輝（かんだ なおき、1988年1月18日 - ）は、元プロ野球選手（投手）。右投右打。プロでは育成選手であった。

## 経歴
前橋市立荒砥中学校卒業後、前橋東高に進学。直球と切れのあるカーブを武器にエースとして活躍。
群馬大学教育学部時代は、保健体育を専攻し教員免許を取得している。準硬式野球部に所属し、4番ピッチャーとして活躍。関東選抜にも選ばれている。
読売ジャイアンツの入団テストに合格したのを受けて、2009年のドラフトで同球団から育成ドラフト5位指名を受けた。準硬式のため、プロ志望届は提出していなかった（入団テスト受験に際し退部届を提出しているため、プロ志望届提出済と同様とみなされている。）。この年のドラフトの最後の指名選手となり、準硬式出身で国立大学出身のプロ野球選手ということで話題を呼んだ。
ルーキーイヤーの2010年は、二軍で9試合に登板し、防御率7.36に終わった。2011年シーズンはイースタンリーグでも登板は無く、10月22日、球団から戦力外通告を受けた。
引退後は群馬に戻り、高校教員の職に就いている。群馬県立沼田高等学校の定時制で教員として働く傍ら、硬式野球部のコーチを務めた。
2019年より、群馬県立藤岡北高等学校の野球部監督を務める。

## 詳細情報

### 年度別投手成績
- 一軍公式戦出場なし

### 背番号
- 112 （2010年）
- 013 （2011年）